# ナターシャ・メルニック
ナターシャ・メルニック（Natasha Melnick、1984年4月10日 - ）は、アメリカ合衆国の女優。

## 出演作品
- デス・ゾーン／奇跡の生還（スーザン）
- フリークス学園